# Bălești, Gorj
Balesti là một xã thuộc hạt Gorj, România. Dân số thời điểm năm 2002 là 7440 người.